# 朗格多克-鲁西永
朗格多克-鲁西永是法国南部一個旧大區，别称为“法国南部”（法語：Sud de France）。该大区南鄰加泰羅尼亞與地中海。面积27,376km²，人口2,295,648。共有奧德省、加爾省、埃羅省、洛澤爾省及東比利牛斯省。

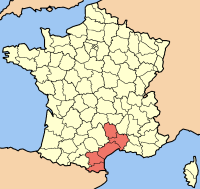
朗格多克-鲁西永位置

2016年1月1日，朗格多克-鲁西永大区与南部-比利牛斯大区合并为“朗格多克-鲁西永-南部-比利牛斯大区”（法语：Languedoc-Roussillon-Midi-Pyrénées），后更名为现名“奥克西塔尼大区”（Occitanie）。